# Acianthera granitica
Acianthera granitica är en orkidéart som först beskrevs av Carlyle August Luer och Gustavo Adolfo Romero, och fick sitt nu gällande namn av Carlyle August Luer. Acianthera granitica ingår i släktet Acianthera och familjen orkidéer.
Artens utbredningsområde är Venezuela. Inga underarter finns listade i Catalogue of Life.